# Rosa filipes
Rosa filipes, auch Fadenstielige Rose genannt, ist eine Pflanzenart aus der Gattung Rosen (Rosa) innerhalb der Familie der Rosengewächse (Rosaceae).

## Beschreibung

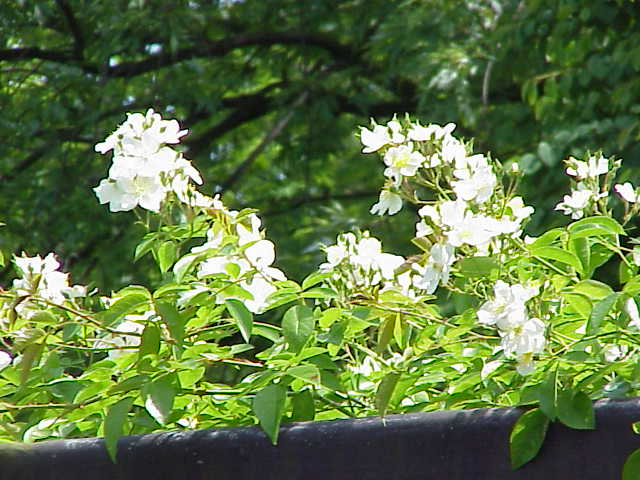
Habitus und Blüten der Sorte Rosa filipes 'Kiftsgate'

### Erscheinungsbild und Blatt
Rosa filipes wächst als kletternder Strauch und erreicht Wuchshöhen von 3 bis 5 Metern. Es sind lange kriechende Äste vorhanden. Die stielrunden Zweige besitzen eine kahle, purpur-braune Rinde und es sind verstreut gekrümmte, bis zu 5 Millimeter lange  gedrungene, flache Stacheln vorhanden, die sich allmählich zu einer breiten Basis erweitern.
Die wechselständig angeordneten Laubblätter sind in Blattstiel und Blattspreite gegliedert und insgesamt 4 bis 14 Zentimeter lang. Der Blattstiel und die Blattrhachis besitzen kleine hakenförmige Stacheln und sind spärlich flaumig behaart. Die unpaarig gefiederten Blattspreiten besitzen meist fünf oder sieben, selten drei oder neun Fiederblättchen. Die Fiederblättchen sind bei einer Länge von 4 bis 7 Zentimetern sowie einer Breite von 1,5 bis 3 Zentimetern länglich oder lanzettlich, selten verkehrt-eiförmig mit schwach-gerundeter oder breit-keilförmiger Basis, zugespitztem oberen Ende sowie meist einfach gesägtem, selten unauffällig doppelt gesägtem, Rand; sie sind manchmal etwas schief. Die Blattunterseite ist fast kahl oder entlang der erhabenen Blattadern fein-flaumig behaart und drüsig punktiert; die Blattoberseite ist kahl. Die schmalen Nebenblätter sind auf dem größten Teil ihrer Länge mit dem Blattstiel verwachsen. Der freie Bereich der Nebenblätter ist lanzettlich, ganzrandig mit zugespitztem oberen Ende und spärlich drüsig-flaumig behaart.

### Blütenstand, Blüte und Frucht
Die Blütezeit reicht in China von Juni bis Juli. 25 bis 35 Blüten stehen in einem zusammengesetzten schirmtraubigen oder rispigen Blütenstand, der einen Durchmesser von bis zu 15 Zentimetern aufweist, zusammen. Die Tragblätter sind eiförmig-lanzettlich oder lanzettlich mit zugespitztem oberen Ende sowie drüsig-flaumig behaarten Rand. Der 2 bis 3 Zentimeter lange Blütenstiel ist spärlich drüsig-flaumig behaart.
Die Blüten können leicht duften. Die zwittrigen Blüten sind bei einem Durchmesser von 2 bis 2,5 Zentimetern radiärsymmetrisch und fünfzählig mit doppelter Blütenhülle. Der drüsig-flaumig behaarte Blütenbecher (Hypanthium) ist eiförmig. Die manchmal früh abfallenden fünf Kelchblätter sind ganzrandig, eiförmig-lanzettlich mit zugespitztem oberen Ende, spärlich flaumig sowie drüsig-flaumig behaarter Unterseite und dicht flaumig behaarter Oberseite. Die fünf freien, weißen Kronblätter sind verkehrt-eiförmig. Es sind viele Staubblätter vorhanden. Die flaumig behaarten Griffel sind zu einer Röhre verwachsen und überragen die Kronblätter.
In China reifen die Hagebutten von Juni bis November und färben sich rot. Die Hagebutte ist bei einem Durchmesser von etwa 8 Millimeter fast kugelig und meist von den zurückgekrümmten Kelchblättern gekrönt.

## Vorkommen
Rosa filipes gedeiht im Dickicht und an Straßenrändern in Höhenlagen von 1300 bis 2300 Metern in den chinesischen Provinzen Gansu, Shaanxi, Sichuan, Yunnan sowie im autonomen Gebiet Xizang.

## Systematik
Die Erstbeschreibung von Rosa filipes erfolgte 1915 durch den englischen Botaniker und Pflanzensammler Ernest Henry Wilson und dem deutsch-amerikanischen Botaniker Alfred Rehder. Das Typusmaterial wurde im Juli und November 1908 im Dickicht in Höhenlagen von 1300 bis 2300 Metern in der Nähe von Wenquan Xian in der chinesischen Provinz Sichuan gesammelt und mit der Sammelnummer E.H. Wilson 1228 hinterlegt.
Gu Cuizhi von der Flora of China vermutet 2003, dass Rosa tatsienlouensis Cardot 1916 mit Rosa filipes identisch ist, dazu sind weitere Untersuchungen erforderlich.

## Verwendung
Die Wildrose Rosa filipes ist eine Rambler-Rose, die an einem geeigneten Klettergerüst oder Baum mit ihren stark bewehrten, kräftigen, langen Ästen bis zu 25 Meter hoch wächst. Sie blüht in großen, herabhängenden Büscheln mit bis zu 100 duftenden, (creme)weißen Blüten üppig. Im Herbst färbt sich das Laub rostrot und es erscheinen büschelweise erbsengroße Hagebutten. Sie verträgt Halbschatten und ist bedingt frosthart. Ohne Klettergerüst kann Rosa filipes große Flächen als Bodendecker überwuchern.
Die Sorte 'Kiftsgate' wurde 1954 von E. Murell als Sämling in Kiftsgate Court Gardens in Gloucestershire entdeckt.